# Фаетон червонодзьобий

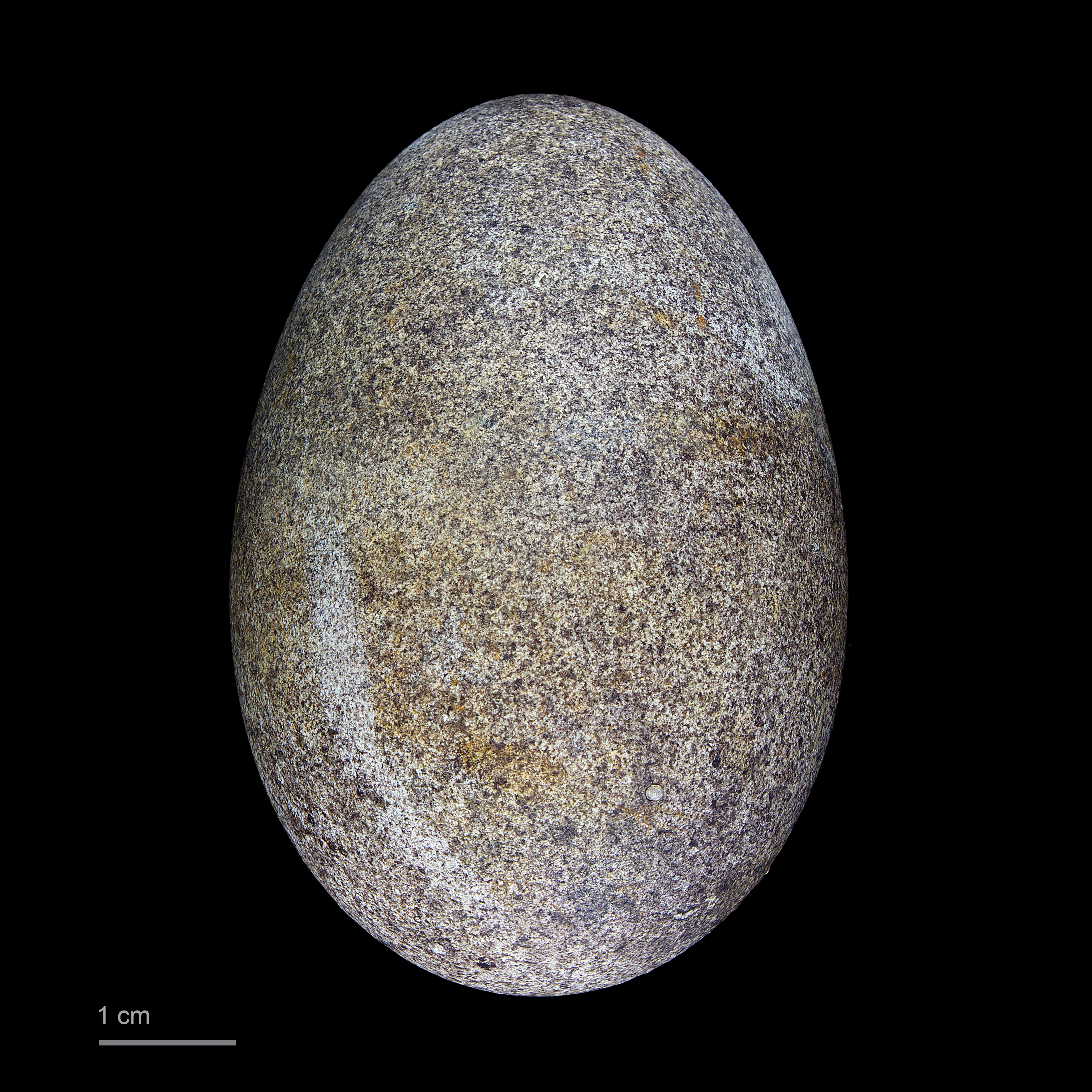
яйце Phaethon aethereus - Тулузький музей

Фаетон червонодзьобий (Phaethon aethereus) — пелагічний морський птах, один з трьох видів фаетонів. Водиться у водах тропічних районів Атлантичного, Індійського та сходу Тихого океанів.

## Описання
Червонодзьобий фаетон досягає довжини 61 см, з хвостом 96 см. Розмах крил становить до 112 см. Статевий диморфізм відсутній. Оперення дорослих птахів переважно біле. Чорна смуга проходить через очі, трохи розширюючись на потилиці. Сильний, злегка вигнутий до низу дзьоб коралового кольору. На верхній стороні є чорні плямочки. Хвіст складається з 14 рульових пір'їн.
У молодих птахів відсутні видовжені пір'їни хвоста, або, щонайменше, сильно вкорочені. Дзьоб жовтий. Яйце коричневого кольору, час до вилуплення — близько півтора місяців.:201—214

## Поширення
Червонодзьобий фаетон зустрічається в далеких частинах океанів тропічних і субтропічних регіонів. Він поширений як в Індійському океані і в Атлантиці, так і в східній частині Тихого океану. Він приземляється на берег тільки в період гніздування і гніздиться на островах Зеленого Мису, о. Вознесіння, о. Св. Єлени, Фернанду-ді-Норонья, Галапагоських островах, островах на захід від Мексики (зокрема, на о. Ізабелла:214), островах на захід від Південної Америки, в Аденській і Перській затоках.

## Червонодзьобий фаетон і людина

Червонодзьобий фаетон на гербі Сейшелів

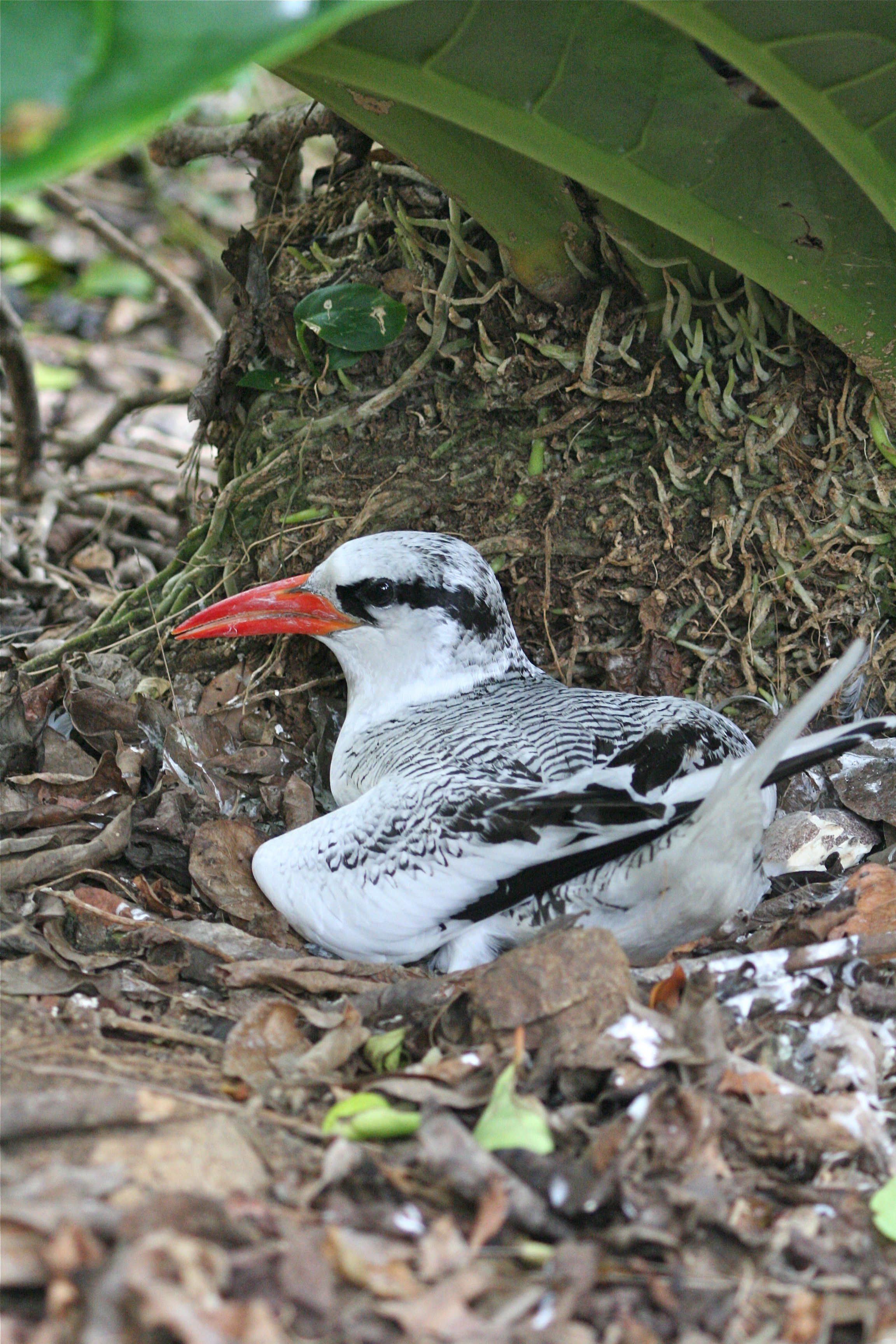
Phaeton aethereus mesonauta

Червонодзьобий фаетон зображений на гербі Республіки Сейшельських островів.